# Mitsuteru Yokoyama
Pour les articles homonymes, voir Yokoyama.
Mitsuteru Yokoyama (横山 光輝, Yokoyama Mitsuteru) est un dessinateur japonais de manga né le 18 juin 1934 à Kobe, dans la préfecture de Hyōgo au Japon, et mort à Tokyo le 15 avril 2004.
Il est très connu au Japon et fait partie des précurseurs du genre, notamment en créant Tetsujin 28-gō à partir de 1956, premier manga mecha, et Sally la petite sorcière en 1966, premier manga magical girl.

## Biographie
Mitsuteru Yokoyama naît le 18 juin 1934 à Kobe, dans la préfecture de Hyogo au Japon.
Dès le lycée, il dessine et envoie ses travaux aux éditeurs. À partir de 1951, il est diffusé dans les magazines Manga Shonen (漫画少年) chez Gakudosha (学童社) et Tantei-ō (探偵王) chez Bunkyō Shuppan (文京出版). En 1955, il publie son premier manga Otonashi no ken (音無しの剣) chez Maruyama-toko-do à Osaka avant de publier des shōjo manga à Tokyo.
En 1956, il commence le manga Tetsujin 28-gō (鉄人28号, Tetsujin Nijūhachi-gō) qui connait alors un énorme succès. Il s'agit de la première apparition d'un robot géant dans un manga, précurseur du style mecha.
Il meurt le 15 mars 2004 à Tokyo dans l'incendie de son domicile.

## Œuvre
- 1955 : Otonashi no Ken[8], Otonashino kenn (音無しの剣?);  1 volume publié chez shogakukan
- 1956 : Tetsujin 28-gō (鉄人28号?), pré publié dans le magazine Shounen ; 20 volumes publiés chez Kōbunsha, puis réédité de nombreuses fois[BU 1].
- 1957 : Jigoku no Inu (地獄の犬?) ; 1 volume publié[BU 2].
- 1958 : Aka Bara Kuro Bara (紅ばら黒ばら?), pré publié dans le magazine Ribon ; 1 volume publié chez Shūeisha[BU 3].
- 1959 : Otenba Tenshi (おてんば天使?), pré publié dans le magazine Ribon ; 4 volumes publiés chez Shūeisha, republié chez Mushi Pro en 1969 puis chez Suiyosha (水曜社?) en 1977[BU 4].
- 1964 :
  - Sea Dragon (シードラゴン?), pré publié dans le magazine Shougaku Sannensei ; 1 volume publié chez Shogakukan[BU 5].
  - Office 7 (オフィス7?), pré publié dans le magazine Heibon ; 1 volume publié chez Magazine House, puis Shogakukan[BU 6].
- 1965 : Commando J (コマンドJ?) ; publié chez Kodansha, republié en 2005[BU 7].
- 1966 :
  - Ninpou Juuban Shoubu (忍法十番勝負?) ; 1 volume publié chez Akita Shoten[BU 8].
  - Sally la petite sorcière (魔法使いサリー, Mahōtsukai sarī?) — également Minifée, pré publié dans le magazine Ribon ; 1 volume publié chez Shueisha, puis chez Mushi Pro (1970), Suiyosha (1980) et Kodansha (2004)[BU 9],[9].
- 1967 :
  - Giant Robo (ja) (ジャイアントロボ?), pré publié dans le magazine  Shuukan Shounen Sunday ; 2 volumes publiés chez Shogakukan[BU 10].
  - Comet-san (コメットさん, Kometto-san?), pré publié dans le magazine Margaret ; 1 volume publié chez Shueisha[BU 11].
- 1968 : Iga no Kagemaru - Yui Masayuki (伊賀の影丸 由比正雪?) ; 3 volumes publiées chez Shogakukan[BU 12].
- 1969 :
  - Iga no Kagemaru (伊賀の影丸?) ; 15 volumes publiées chez Akita Shoten, plusieurs fois republié[BU 13].
  - Au bord de l'eau (水滸伝, Suikoden?) ; 8 volumes publiées chez Ushio Shuppansha[BU 14]. Publié en France chez Delcourt à partir de 2008[10].
- 1970 :
  - Hakuhatsuki (白髪鬼?) de Ranpo Edogawa ; 1 volume publié chez Kodansha[BU 15].
  - Grand Prix Yarō (グランプリ野郎?) ; 2 volumes publiés chez Akita Shoten, republié en 3 kanzenban chez Shogakugan en 2011[BU 16].
  - Kamen no Ninja Akakage (仮面の忍者赤影?), pré publié dans le magazine Shuukan Shounen Sunday ; 3 volumes publiés chez Akita Shoten, republié en 2 bunkoban en 2001 puis chez Kodansha en 2007[BU 17].
- 1971 :
  - Sangokushi (三国志?), pré publié dans le magazine Comic Tom puis Kibou no Tomo ; 60 volumes publiés chez Ushio Shuppansha[BU 18].
  - Babel II (バビル2世 ヨミの復活の巻, Babel 2 Sei: Yomi no Fukkatsu no Maki?), pré publié dans le magazine Shuukan Shounen Champion ; 12 volumes publiés chez Akita Shoten[BU 19].
- 1972 : Gorou no Bouken (五郎の冒険?) ; 3 volumes publiés chez Mushi Pro, puis chez Kodensha en 2 bunkoban en 2007[BU 20].
- 1973 : Daimos (ダイモス?) ; 2 volumes chez Shogakukan et Daitosha[BU 21].
- 1974 :
  - Abare Tendou (あばれ天童?), pré publié dans le magazine Shuukan Shounen Champion ; 7 volumes publiés chez Akita Shoten, puis chez Kodansha[BU 22].
  - Chikyū Number V7 (地球ナンバーV7, Chikyū nanbā V 7?) ; 2 volumes publiés chez Asahi Sonorama, puis chez Daitosha et Kodansha[BU 23].
  - Sengoku Shishiden (戦国獅子伝?) ; 7 volumes publiés chez Futabasha[BU 24].
- 1975 :
  - Second Man (セカンドマン, Sekandoman?) ; 1 volume publié chez Daitosha, puis chez Kodansha[BU 25].
  - Ōkami no Seiza (狼の星座?) ; 7 volumes publiés chez Kodansha[BU 26].
- 1976 : Mars (マーズ, Māzu?), pré publié dans le magazine Shuukan Shounen Champion ; 7 volumes publiés chez Akita Shoten[BU 27].
- 1977 : Sekigan no Ryū (隻眼の竜?) ; 6 volumes publiées chez Leed[BU 28].
- 1978 :
  - Sono Na wa 101 (その名は101?) ; 5 volumes publiés chez Akita Shoten[BU 29].
  - Shounen Ninja Kazeyo (少年忍者風よ?), pré publié dans le magazine Shuukan Shounen Champion ; 2 volumes publiés chez Kodansha[BU 30].
- 1981 : Makaishū (魔界衆?) ; publié chez Futabusha[BU 31].
- 1984 :
  - Kesshou-Garasu (血笑鴉?) ; 3 volulmes publiés chez Daitosha, Futabasha et Shogakukan[BU 32].
  - Yami no Doki (闇の土鬼?) ; 3 volulmes publiés chez Kodansha, Leed et Scholar[BU 33].
- 1985 :
  - Fuutouden (風盗伝?)
  - Oda Nobunaga (織田信長?)
- 1986 : Date Masamune (伊達政宗?)
- 1987 :
  - Takeda Shingen (武田信玄?)
  - Tokugawa Ieyasu (徳川家康?)
  - Toyotomi Hideyoshi (豊臣秀吉?)
  - Shin Kamen no Ninja Akakage (新・仮面の忍者赤影?)
  - Kouu to Ryuuhou (項羽と劉邦?)
- 1988 :
  - Takeda Katsuyori (武田勝頼 続・武田信玄?)
  - Thunder Daiou (サンダー大王?)
- 1991 : Genghis Khan (チンギス・ハーン?)
- 1992 :
  - Shiki (史記?)
  - Hyouma Jigoku Tabi (兵馬地獄旅?)
  - Sute Douji Matsudaira Tadateru (捨て童子松平忠輝?)
- 1993 : Toki no Gyouja (時の行者?)
- 1994 : Inshuu Densetsu (殷周伝説?)
- 1995 : Heike Monogatari (平家物語?)
- 1997 : Tetsujin 28-gou Zoku (鉄人28号 続?)
- 2000 : Shiki Retsuden (史記列伝?)
- 2001 : Kagemaru to Kochou (影丸と胡蝶?)
- 2002 :
  - Babel 2-sei - Sabaku no Kaikou no Maki (バビル2世 砂漠の怪光の巻?)
  - Babel 2-sei - Daini no Shikaku no Maki (バビル2世 第二の刺客の巻?)
- 2003 :
  - Yokoyama Mitsuteru Shoki Sakuhinshuu (横山光輝初期作品集?)
  - Uiguru Burai (ウイグル無頼?)
- 2004 :
  - Chousei (長征?)
  - Tetsujin 28-Gou: Koutei no Monshou (鉄人28号 皇帝の紋章?)
- 2005 :
  - Uchuu Senshi Red Shark (宇宙船レッドシャーク?)
  - Giant Robo: Shiryouhen (ジャイアントロボ 資料編?)
- 2006 :
  - Giant Robo - Chikyuu no Moetsukiru Hi (ジャイアントロボ 地球の燃え尽きる日?)
  - Tetsujin Dakkan Sakusen (鉄人奪還作戦?)
- 2007 : ＧＲ - Giant Robo (GRジャイアントロボ?) par Shiro Ryoumati
- 2008 :
  - Tetsujin Dakkan Sakusen 2 - Simeon no Gyakushuu (鉄人奪還作戦2 ～シメオンの逆襲(仮)～?) par Fumiya Satou
  - Genroku Otatami Bugiyou no Nikki (元禄御畳奉行の日記?) de Jiro Kamisaka
- 2010 :
  - Babel 2-sei - The Returner (バビル2世ザ・リターナー?) par Takashi Nogushi
  - Tetsu no Samuson (鉄のサムソン?)
  - Giant Robo - Babel no Roujou (?)
- 2011 :
  - Yokoyama Mitsuteru Sengoku Jidaishi (天下布武?) de Souhachi Yamaoka
  - Giant Robo - Babel no Roujou (ジャイアントロボ~バベルの籠城?) de Yasuhiro Imagawa par Yasunari Toda
- 2012 :
  - Jidaigeki Kessakushuu (時代劇傑作集?)
  - Katou Zanpuuroku (火盗斬風録?)
  - Kamen no Ninja Akakage Remains (仮面の忍者赤影Remains?) par Masaomi Kanzaki
- 2013 : Tetsujin 28-Gou Gao! (鉄人28号ガオ!?) par Atsushi Ōba
- 2014 : Queen Phoenix (クイーンフェニックス?)

## Adaptation
- Babel II (TV)
- Babel II - Beyond Infinity (TV)
- Babel II OAV
- Cosmic Baton Girl Comet-san (TV)
- Giant Robo (OAV)
- Giant Robo (série live)
- Gigantor (TV)
- Gin Rei (OAV)
- GR -GIANT ROBO- (TV)
- Kamen no Ninja Akakage (série live)
- Kamen no Ninja Akakage (animé)
- Mahōtsukai Sally (movie 1990)
- Mahōtsukai Sally (TV 1/1966)
- Mahōtsukai Sally (TV 2/1989)
- Mars (OAV)
- New Gigantor (TV)
- Red Shadow: Akakage (film live)
- Rokushin Gattai God Mars (movie)
- Rokushin Gattai God Mars (TV)
- Rokushin Gattai God Mars: Jūnana-sai no Densetsu (OAV)
- Shinseikiden Mars (TV)
- Tetsujin 28-go (film live)
- Tetsujin 28-go FX (TV)
- Tetsujin 28-go: Hakuchū no Zangetsu (Film)
- Tetsujin 28th (TV)
- Yokoyama Mitsuteru Sangokushi (TV)

- 1963 : Tetsujin nijûhachi-go, film d'animation de 30 min, noir et blanc[IMDb 1].
- 1964 : Tetsujin 28-Gô (鉄人28号?) (ou Gigantor aux USA), série d'animation en 52 (ou 83[11]) épisodes de 25 minutes, noir et blanc[IMDb 2] par le studio Eiken.
- 1966 : Mini-fée, série d'animation en 109 épisodes[IMDb 3]. Commence le 5 décembre 1966 en noir et blanc, puis en couleur à partir du 3 avril 1967 (épisode 18), jusqu'au 30 décembre 1968.
- 1967 : Kamen no ninja Aka-Kage, film live de 30 minutes[IMDb 4].
- 1968 : Jaianto robo, série live en 26 épisodes de 30 minutes[IMDb 5].
- 1973 : Babel nisei, série d'animation en 10 épisodes[IMDb 6].
- 1980 : Tetsujin nijûhachi-go, série d'animation en 51 épisodes de 30 minutes[IMDb 7].
- 1985 : Sankokushi, film d'animation de 1h33[IMDb 8]
- 1988 : God Mars: Untold Legend of Seventeen, film d'animation de 56 minutes, réalisé par Ijima Masakatsu[IMDb 9]
- 1989 : Sally la petite sorcière (魔法使いサリー, Mahōtsukai Sally?), série d'animation en 88 épisodes[IMDb 10], diffusée au Japon du 9 octobre 1989 au 23 septembre 1991.
- 1990 : Mahōtsukai Sally[réf. souhaitée]
- 1991
- 1992
- 2001
- 2002
- 2004 : Tetsujin 28-gō (鉄人２８号?), série d'animation de 26 épisodes de 22 minutes[IMDb 11], réalisée par Yasuhiro Imagawa avec Takashi Nakamura pour la conception des personnages[12],[13].
- 2005 : Tetsujin 28-gō (鉄人２８号?), film live[14]
- 2007

### En français
- Minifée (1969) 109 épisodes ; diffusé au Quebec uniquement. La suite Sally la petite sorcière (1989) est diffusé en France dans Club Dorothée avec 88 épisodes[15]. Il existe aussi un film d'animation de 27 minutes sorti le 10 mars 1990 : Sally la petite sorcière, le film.
- Giant Robot (1992) ; sortie en DVD (7 épisodes de 45 minutes)[16].
  1. La mallette noire
  2. La tragédie de Bashtarlle
  3. La chute de Shanghai
  4. Le crépuscule des super héros
  5. La vérité sur Bashtarlle
  6. Crime et châtiment
  7. Le grand final
- Mars the Terminator (13 épisodes) (2002)
- Babel II (13 épisodes) (2002)

## Distinctions
En 1991, le manga reçoit le Prix d'Excellence de l'Association des auteurs de bande dessinée japonais pour Sangokushi.